# ادریان تیلور (تهیه‌کننده)
ادریان تیلور (انگلیسی: Adrian Taylor؛ ۲۷ ژانویهٔ ۱۹۵۴ – ۲۱ مارس ۲۰۱۴) تهیه‌کننده تلویزیونی اهل ایالات متحده آمریکا بود.
وی همچنین برندهٔ جوایزی همچون جایزه پیبادی و جوایز امی شده‌است.